# Polyptychus trilineatus
Espèce
Polyptychus trilineatus est une espèce d'insectes lépidoptères de la famille des Sphingidae, de la sous-famille des Smerinthinae, de la tribu des Smerinthini et du genre Polyptychus. 

## Description
Ces papillons de taille moyenne ont une envergure de 74–112 mm. De couleur gris-brun clair, leur tête est inhabituellement grande dans la famille des Smerinthinae et l'arrière de leur abdomen est long et cylindrique.

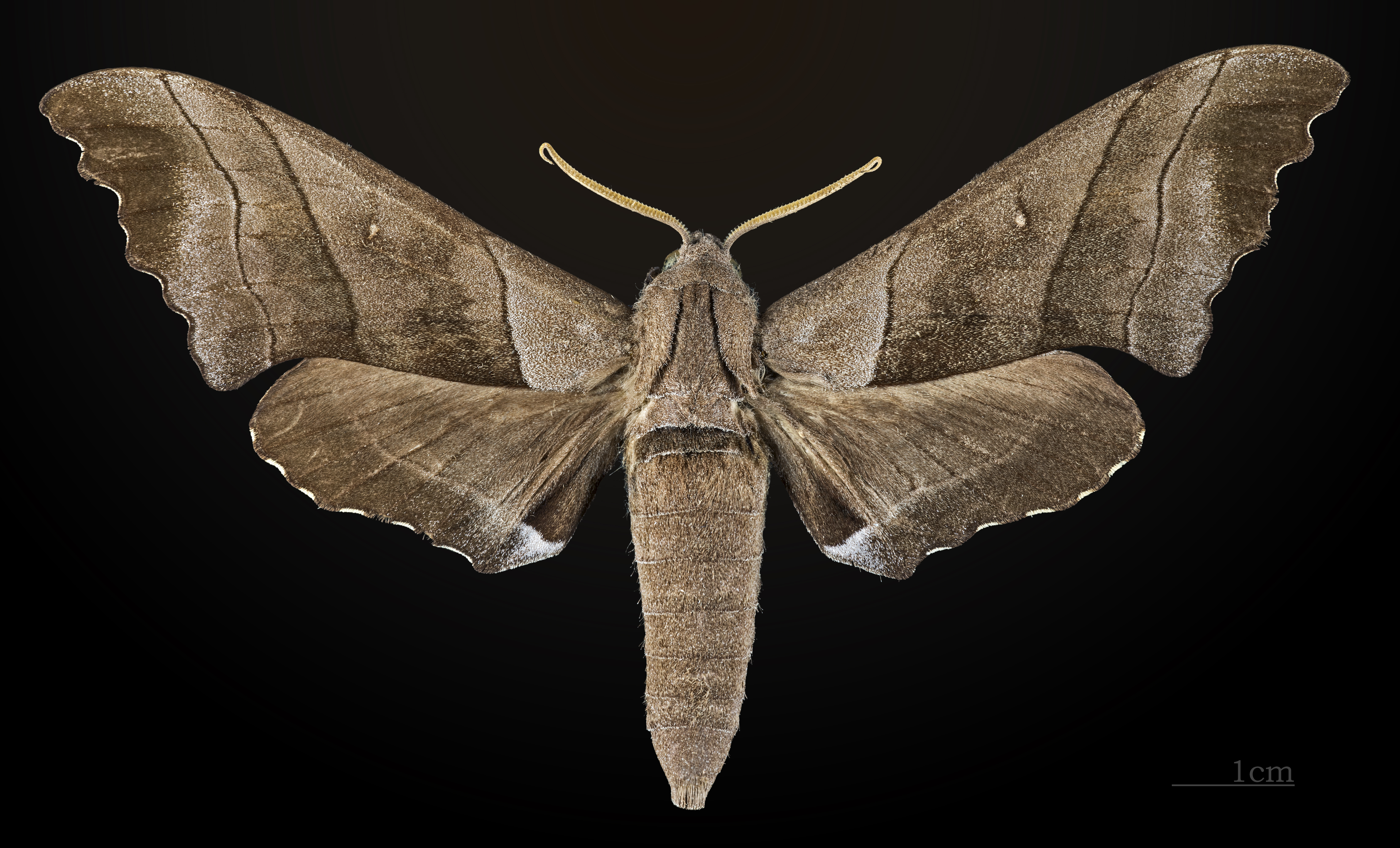
Face dorsale du mâle MHNT
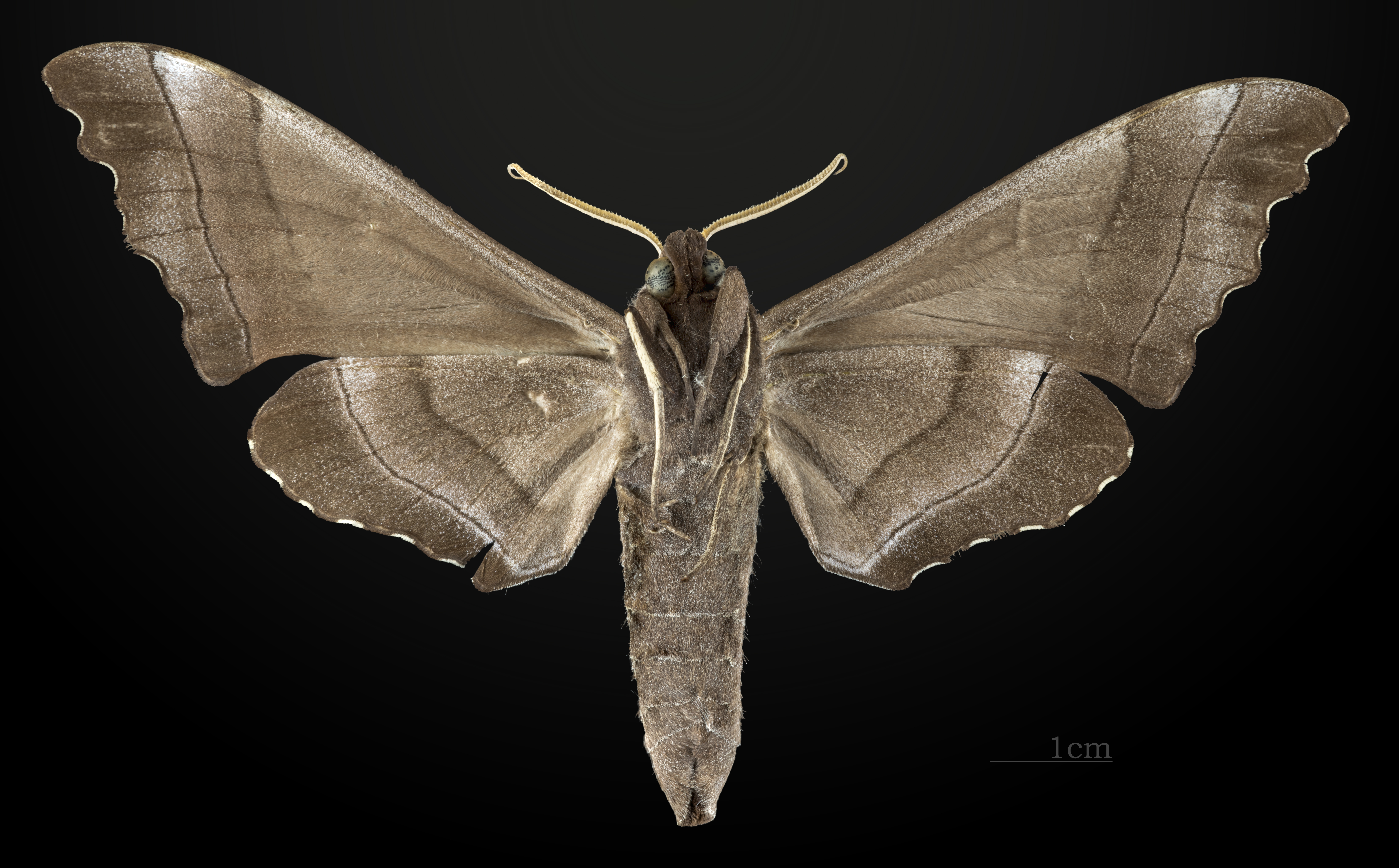
Revers du mâle MHNT
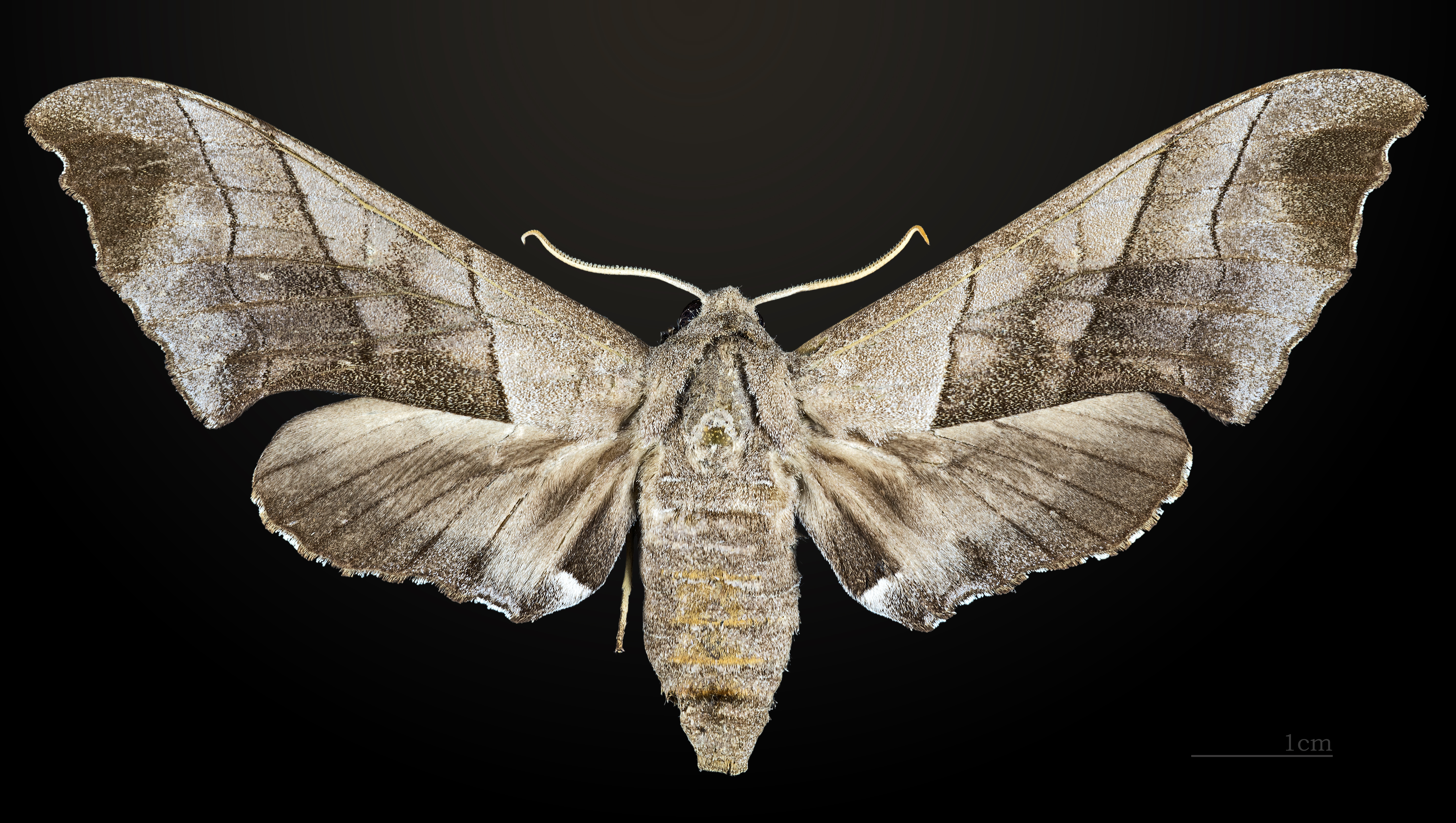
Face dorsale de la femelle MHNT
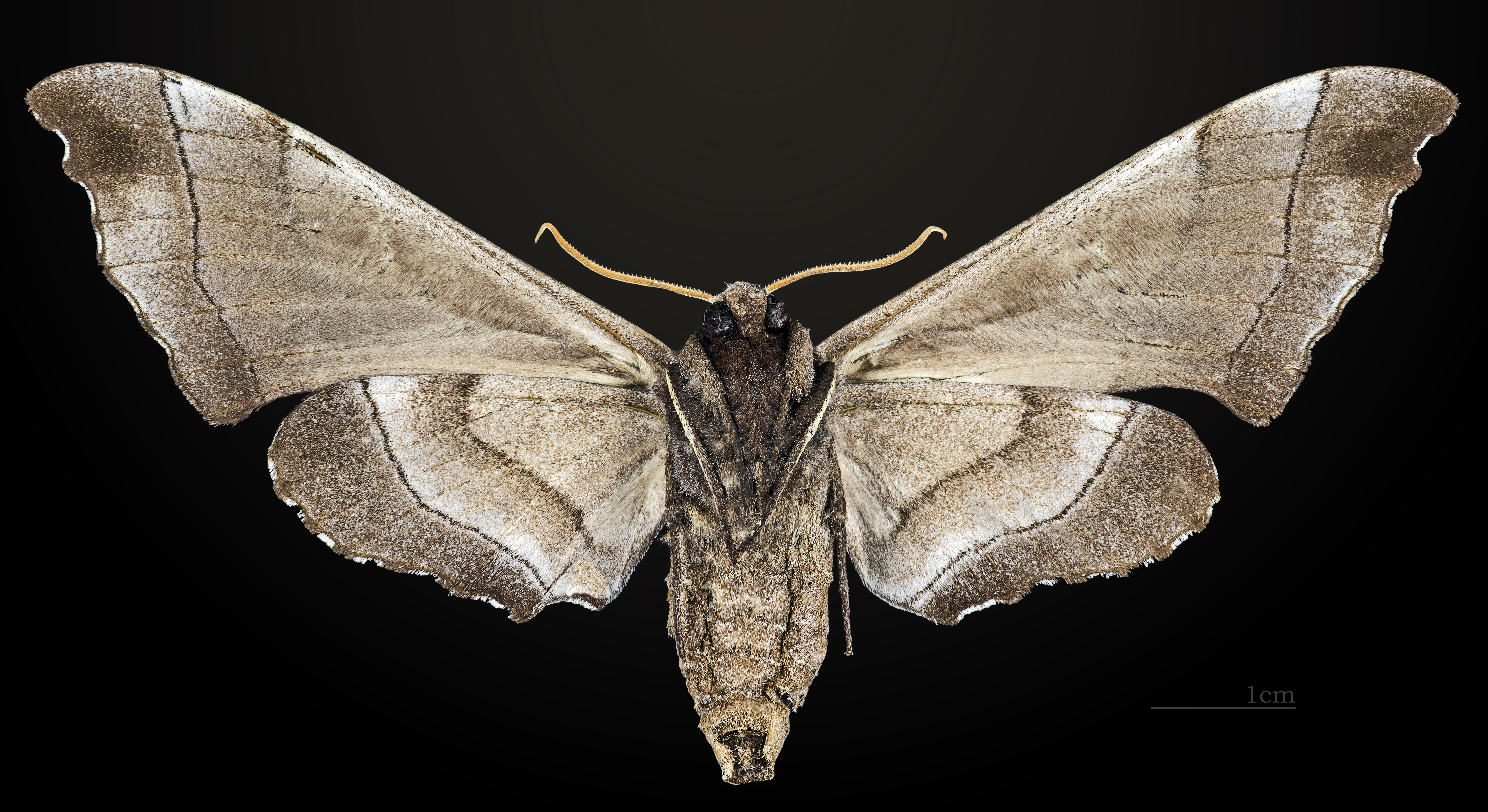
Revers de la femelle MHNT

## Distribution et habitat
Distribution
L'espèce est connue dans une  grande partie de l'Asie.

## Biologie
Ils volent la nuit et viennent aux lumières. Ils ne semblent pas trop attirés par les fleurs, ayant une spiritrompe assez courte ou réduite. Les femelles pondent  leurs œufs sur des plantes du genre Ehretia.

## Systématique
- L'espèce Polyptychus trilineatus a été décrite par l'entomologiste britannique Frederic Moore, en 1888.

### Synonymie
- Polyptychus undatus Rothschild & Jordan, 1903

### Taxinomie
Liste des sous-espèces
- Polyptychus trilineatus trilineatus (Nord de l'Inde, Népal, Birmanie, Sud de la Chine (Hainan), Thaïlande et Vietnam)
- Polyptychus trilineatus celebensis Clark, 1929 (Sulawesi)
- Polyptychus trilineatus costalis Mell, 1922 (Sud de la Chine )[1]
- Polyptychus trilineatus javanicus Gehlen, 1931
- Polyptychus trilineatus kelanus Jordan, 1930
- Polyptychus trilineatus luteatus Rothschild & Jordan, 1903 (Sud de l'inde , et Sri Lanka)
- Polyptychus trilineatus mincopicus Jordan, 1930
- Polyptychus trilineatus sonantis Jordan, 1930
- Polyptychus trilineatus philippinensis Rothschild & Jordan, 1903 (Philippines)

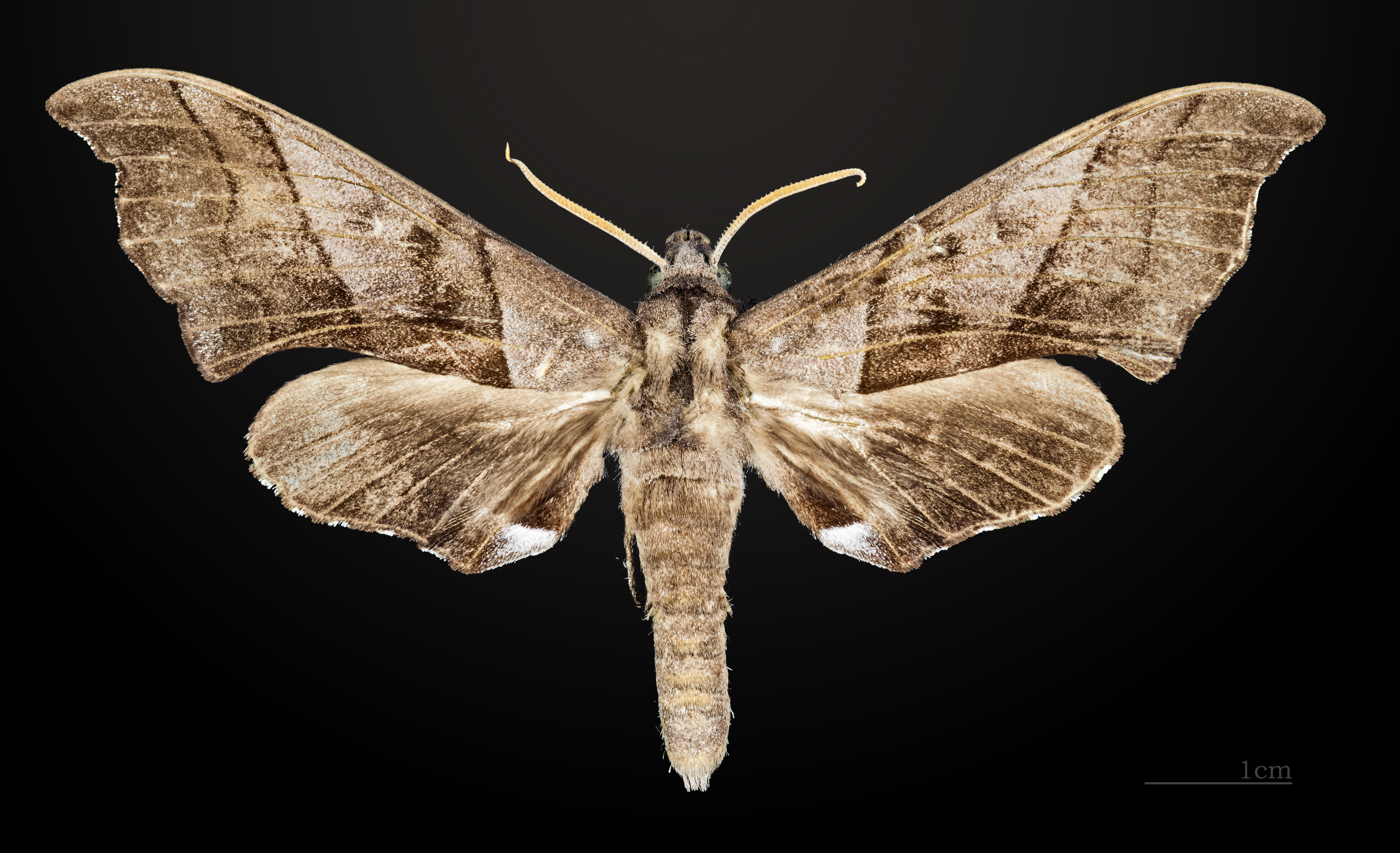
Polyptychus trilineatus celebensis face dorsale MHNT
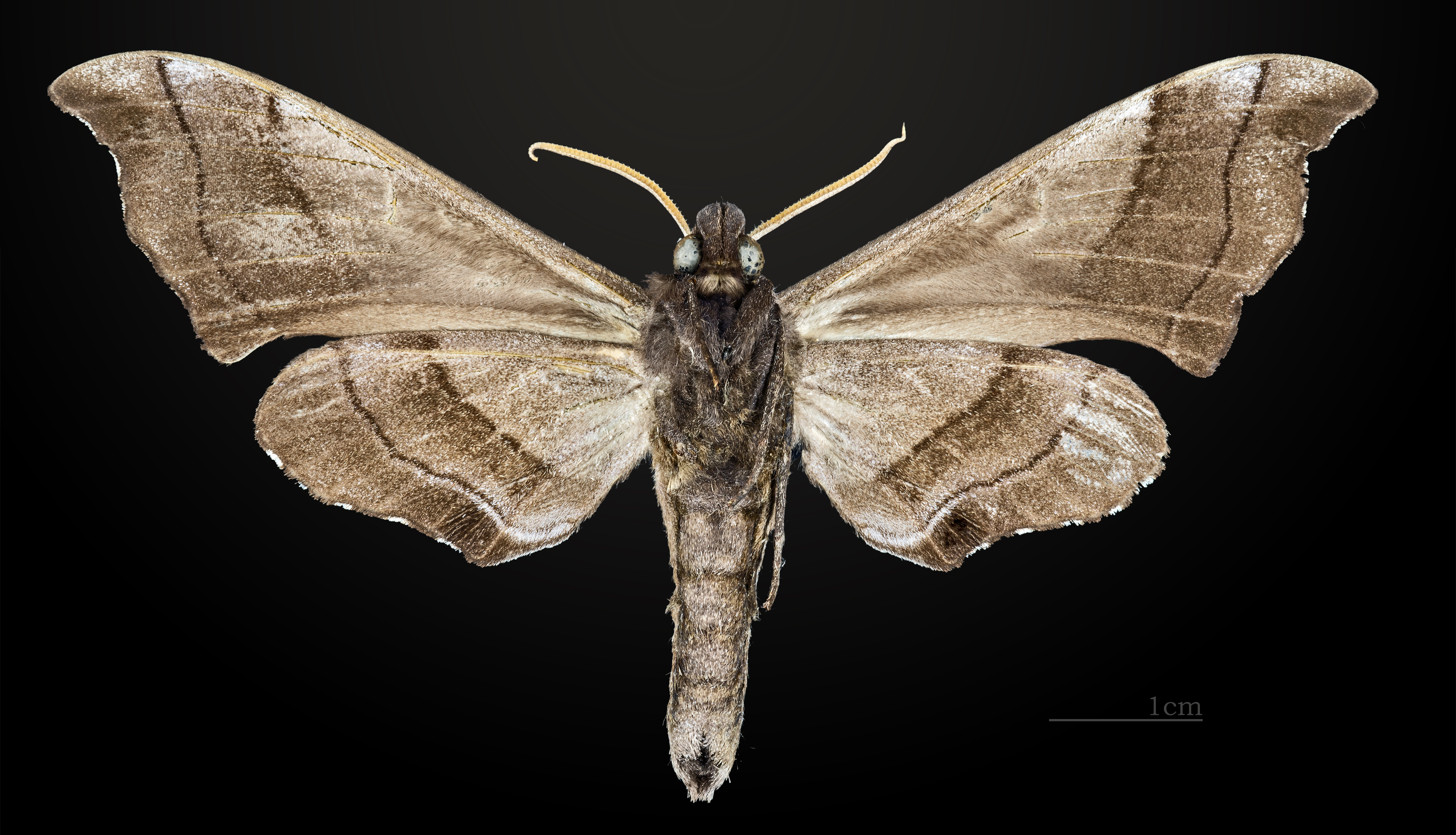
Polyptychus trilineatus celebensis face ventrale MHNT
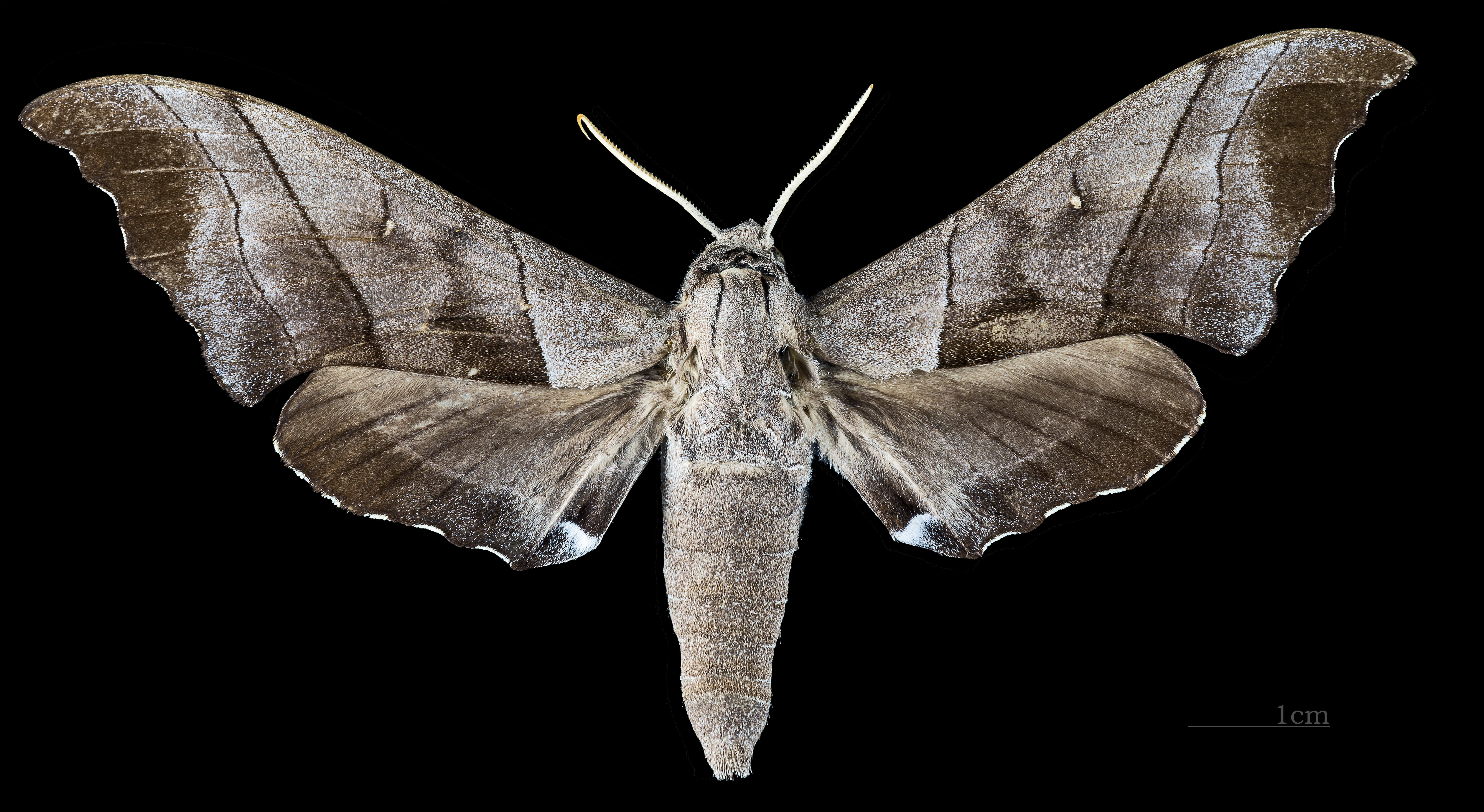
Polyptychus trilineatus javanicus face dorsale MHNT
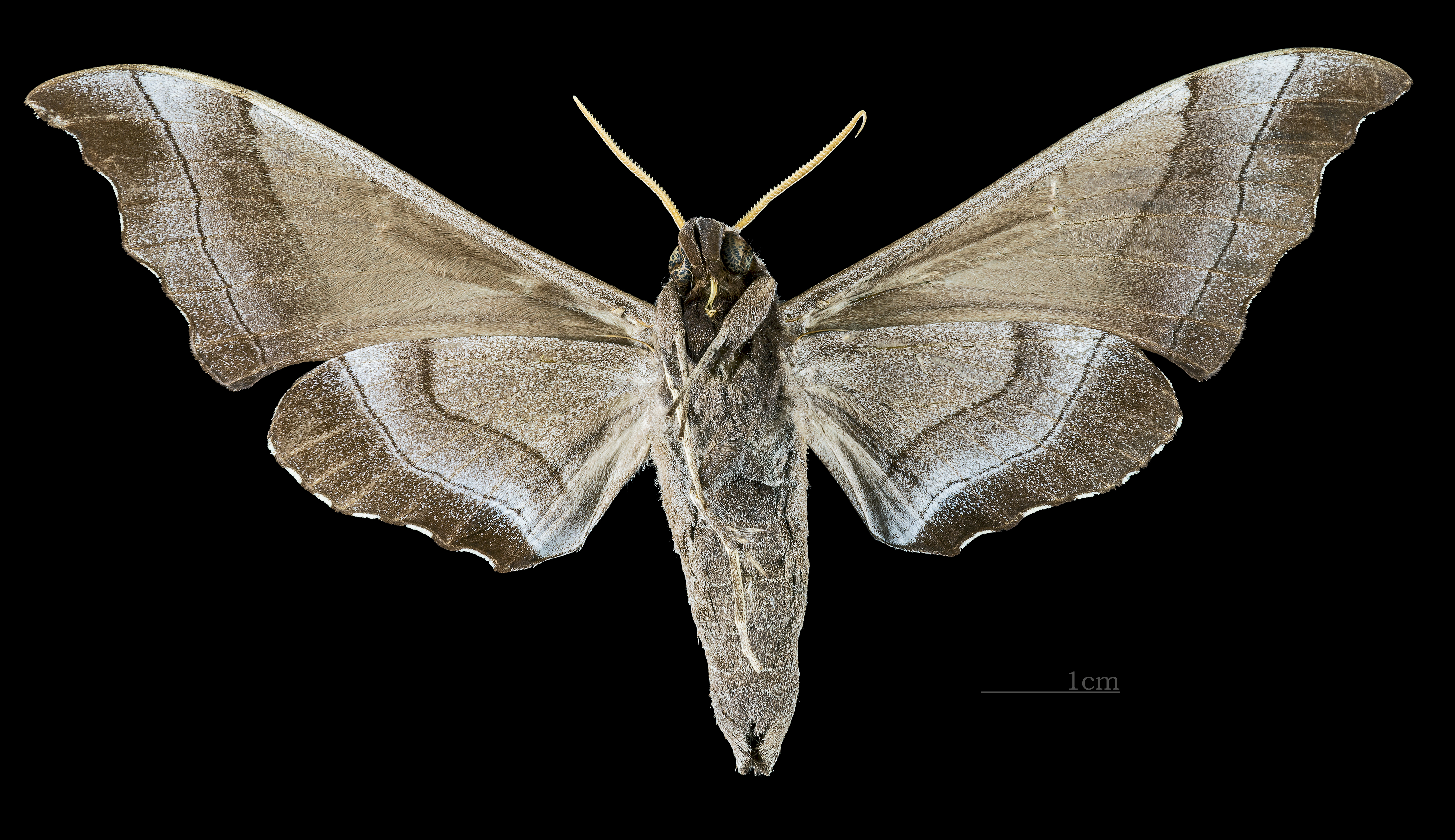
Polyptychus trilineatus javanicus face ventrale MHNT